# Dublin Core
Dublin Core je standard pro metadatový popis digitálních objektů (včetně WWW stránek), často vyjadřovaných prostřednictvím XML. Název je podle města Dublin, Ohio (USA), ve kterém se konala konference, na které byl navržen.
Záměrem Dublin Core je usnadnit vyhledávání elektronických zdrojů. Původně byl vytvořen jako popis zdrojů na WWW sestavený přímo autorem, postupně ale zaujal instituce zabývající se formálním zpracováním zdrojů, jako jsou muzea, knihovny, vládní agentury a komerční organizace.
Vedení Dublin Core sídlí ve Spojených státech, konkrétně v OCLC ve státě Ohio v Úřadu pro výzkum a speciální dokumenty. Struktura Dublin Core je v současnosti používána ve 20 zemích Severní Ameriky, Evropy, Asie a Austrálie a počet zemí se postupně zvyšuje.

## Prvky popisu
Standard Dublin Core v 1.1 z 1999-07-02 obsahuje základní sadu patnácti prvků (Dublin Core Metadata Element Set), z nichž žádný není povinný:
| Anglicky    | Česky         |
| ----------- | ------------- |
| Title       | Název         |
| Creator     | Tvůrce        |
| Subject     | Předmět       |
| Description | Popis         |
| Publisher   | Vydavatel     |
| Contributor | Přispěvatel   |
| Date        | Datum         |
| Type        | Typ           |
| Format      | Formát        |
| Identifier  | Identifikátor |
| Source      | Zdroj         |
| Language    | Jazyk         |
| Relation    | Vztah         |
| Coverage    | Pokrytí       |
| Rights      | Práva         |

Další prvky a rozšíření byly přidávány později – viz 3, sekce v českém překladu termínů.
Při uvádění není podstatné pořadí, každá položka je identifikována svým významem. Např. při zápisu na XHTML stránce se použije následující syntaxe:
```
<
link
 
rel
=
"schema.DC"
 
href
=
"http://purl.org/dc/elements/1.1/"
>

<
meta
 
name
=
"DC.title"
 
content
=
"Název dotyčné stránky"
>

<
meta
 
name
=
"DC.creator"
 
content
=
"Autor stránky"
>

<
meta
 
name
=
"DC.subject"
 
content
=
"Popis předmětu s klíčovými slovy"
>

<
meta
 
name
=
"DC.language"
 
content
=
"cs-CZ"
>

```

atd.
Jako další attribut u tagů lze uvést příslušné schema:
```
<
link
 
rel
=
"schema.DC"
 
href
=
"http://purl.org/dc/elements/1.1/"
 
/>

<
link
 
rel
=
"schema.DCTERMS"
 
href
=
"http://purl.org/dc/terms/"
 
/>

<
meta
 
name
=
"DC.title"
 
content
=
"Dublin Core"
 
/>

<
meta
 
name
=
"DC.subject"
 
content
=
"Dublin Core, vyhledávání elektronických zdrojů, sémantický web, česká verze standardu"
 
/>

<
meta
 
name
=
"DC.description"
 
content
=
"Článek o standardu Dublin Core na české wikipedii"
 
/>

<
meta
 
name
=
"DC.date"
 
scheme
=
"DCTERMS.W3CDTF"
 
content
=
"2010-07-02"
 
/>

<
meta
 
name
=
"DC.type"
 
scheme
=
"DCTERMS.DCMIType"
 
content
=
"Text"
 
/>

<
meta
 
name
=
"DC.identifier"
 
scheme
=
"DCTERMS.URI"
 
content
=
"http://cs.wikipedia.org/wiki/Dublin_Core"
 
/>

```

atd.

## Česká verze standardu
Na základě výzvy pracovní skupiny Dublin Core in Multiple Languages pracuje Knihovnicko-informační centrum Masarykovy university v Brně ve spolupráci se specialisty v oblasti knihoven na vytvoření české verze metadatového standardu Dublin Core pro popis a podporu vyhledávání elektronických informačních zdrojů v českém prostředí.
V první fázi jde o překlad standardu a doprovodných materiálů, a jejich zpřístupnění na těchto stránkách. V další fázi půjde o hlubší adaptaci pro české prostředí jak samotného standardu, tak i celé škály existujících nástrojů a prostředků pro jeho využívání v systémech digitálních knihoven a internetových vyhledávačů a o zapojení do mezinárodní spolupráce na dalším vývoji standardu.